# Lyn McClements
Lyn McClements, de son nom complet Lynette Velma McClements, née le 11 mai 1951 à Nedlands  (Australie-Occidentale), est une nageuse australienne, spécialiste des courses de papillon.

## Carrière
Lynette McClements crée la surprise aux Jeux olympiques de 1968 se tenant à Mexico en remportant la finale du 100 mètres papillon, mettant ainsi fin à douze ans d'hégémonie américaine. Elle remporte aussi la médaille d'argent du relais 4 × 100 mètres quatre nages. En 1970, elle n'est pas retenue pour les Jeux du Commonwealth et décide de se retirer de la compétition.